# Jules Bastide (homme politique, 1831-1912)
Pour les articles homonymes, voir Jules Bastide et Bastide.
Jules Bastide est un homme politique français, né le 19 octobre 1831 à Paris et décédé le 25 avril 1912 à la Houssaye-en-Brie (Seine-et-Marne).

## Biographie
Il est le fils de Jules Bastide, ancien ministre des affaires étrangères de la Deuxième République. Ingénieur des mines, il est élu conseiller général du canton de Rozoy en 1882. Il est sénateur de Seine-et-Marne de 1896 à 1900, inscrit au groupe de la Gauche républicaine.

## Sources
1. ↑  Archives en ligne de Paris, actes de l'état civil reconstitué, cote 5Mi1 367, vue 4/51

- « Jules Bastide (homme politique, 1831-1912) », dans le Dictionnaire des parlementaires français (1889-1940), sous la direction de Jean Jolly, PUF, 1960 [détail de l’édition]